# Archie San Romani
Archie San Romani (Archie Joseph San Romani; * 17. September 1912 in Frontenac, Kansas; † 7. November 1994 in Auberry, Kalifornien) war ein US-amerikanischer Mittelstreckenläufer.
Im Alter von acht Jahren wurde er von einem Lastkraftwagen überfahren, wobei sein Bein so schwer verletzt wurde, dass die Ärzte es zunächst amputieren wollten. Ebenso wie sein späterer Rivale Glenn Cunningham, der ebenfalls aus Kansas stammte und im selben Alter schwere Verbrennungen an den Beinen erlitt, entdeckte er sein Lauftalent bei den Rehabilitationsmaßnahmen.
Bei den Olympischen Spielen 1936 in Berlin wurde er über 1500 m Vierter in 3:50,0 min hinter Jack Lovelock, Cunningham und Luigi Beccali.
1937 wurde er US-Hallenmeister über 1500 m. 1935 und 1936 wurde er für die Emporia State University startend NCAA-Meister über eine Meile bzw. 1500 m.
1937 verbesserte er den Weltrekord über 2000 m von Henry Jonsson um 1,6 s auf 5:16,8 min.
Nach seiner sportlichen Karriere wurde er Musiklehrer in Anaheim.

## Persönliche Bestzeiten
- 1500 m: 3:49,9 min, 12. Juli 1936, New York City
- 1 Meile: 4:07,2 min, 19. Juni 1937, Princeton
- 2000 m: 5:16,8 min, 26. August 1937, Helsinki